# Ладислав Мајер
Ладислав Мајер (Босковице, 4. јануар 1966) бивши је чешки фудбалер, играо је на позицији голмана.

## Каријера
Рођен је 4. јануара 1966. у граду Босковице. У млађим категоријама играо је за фудбалске клубове Сокол и ЧКД Бланско.
Дебитовао је 1988. године за екипу Дрновице, где је играо до 1991. године са кратком паузом током дела 1990. године, када је био голман Збројовке из Брна.
Привукао је пажњу стручног штаба Слована из Либереца, којем је приступио 1992. године. Од наредне сезоне постао је први голман екипе и за њу је играо укупно шест сезона у каријери.
Године 1998. прешао је у аустријски клуб Рапид из Беча, за који је играо седам сезона. Током прве три сезоне у Аустрији, обично је био стандардни првотимац, а затим је постепено губио статус главног голмана. У сезони 2004/05. освојио је титулу аустријског шампиона, иако је главни голман екипе већ био Хелге Пајер, а сам Мајер играо је на само 6 од 36 утакмица у сезони. Професионалну фудбалску каријеру завршио је 2005. године.
Дебитовао је 1995. на званичним мечевима за репрезентацију Чешке. Током каријере у националном тиму, одиграо је само 7 мечева, пошто је углавном био резервни голман. У саставу националног тима учествовао је на Европском првенству 1996. године у Енглеској, где су Чеси стигли до финала, у којем су после продужетака изгубили од Немаца. На овом турниру први голман је био Петр Коуба, а Мајер је био резервни голман.
После четири године, на Европском првенству 2000. у Белгији и Холандији, чешка репрезентација је направила лошији резултат пошто су испали у групној фази. Мајер је опет био резервни голман, овог пута као замена Павелу Срничеку.

## Успеси

### Репрезентација
Чешка
- Европско првенство друго место: 1996.